# Tacciana Arciuszyna
Tacciana Anatoljeuna Arciuszyna (biał. Таццяна Анатольеўна Арцюшына, ros. Татьяна Анатольевна Артюшина, Tatjana Anatoljewna Artiuszyna; ur. 2 sierpnia 1953 w Bobrujsku) – białoruska lekarka i polityk, w latach 2000–2004 członkini Rady Republiki Zgromadzenia Narodowego Republiki Białorusi II kadencji, w latach 2004–2008 deputowana do Zgromadzenia Narodowego Republiki Białorusi III kadencji.

## Życiorys
Urodziła się 2 sierpnia 1953 roku w mieście Bobrujsk, w rejonie bobrujskim obwodu mohylewskiego Białoruskiej SRR, ZSRR. Ukończyła Miński Państwowy Instytut Medyczny, uzyskując wykształcenie lekarza pediatry i Akademię Zarządzania przy Prezydencie Republiki Białorusi, uzyskując wykształcenie menedżera ekonomisty. Pracowała jako lekarz internistka w dziedzinie pediatrii w Bobrujskim Szpitalu Dziecięcym, lekarz oddziałowa-pediatra, naczelny lekarz Bobrujskiego Terytorialnego Zjednoczenia Medycznego Nr 3 „Dzieciństwo”, naczelny lekarz Bobrujskiego Miejskiego Szpitala Dziecięcego.
Od 19 grudnia 2000 do 15 listopada 2004 roku była członkinią Rady Republiki Zgromadzenia Narodowego Republiki Białorusi II kadencji. Pełniła w niej funkcję członkini Stałej Komisji ds. Ekonomiki, Budżetu i Finansów. 16 listopada 2004 roku została deputowaną do Zgromadzenia Narodowego Republiki Białorusi III kadencji z Bobrujskiego-Lenińskiego Okręgu Wyborczego Nr 63. Pełniła w niej funkcję członkini Stałej Komisji ds. Pracy, Ochrony Socjalnej, Weteranów i Inwalidów. Jej kadencja w Izbie Reprezentantów zakończyła się 27 października 2008 roku.

## Życie prywatne
Tacciana Arciuszyna jest niezamężna.